# In principio
In Principio (In het begin) is een compositie van de Est Arvo Pärt. Pärt voltooide het werk voor gemengd koor en orkest in 2003.
De opdracht voor het werk kwam van het aartsbisdom Graz – Seckau in het kader van Graz Cultuurhoofdstad van Europa 2003. Pärt toonzette de tekst van Johannes 1:1-14. Het werk kreeg haar eerste uitvoering in de Herz-Jesu-Kirche in Graz op 22 mei 2003 door het koor Pro Musica Graz begeleid door het Capella Istropolitana (orkest) onder leiding van Michael Fendre.

## Muziek
Het werk is verdeeld in vijf delen:
1. In principio erat Verbum ~ 3'
2. Fui homo missus a Deo ~ 1'45"
3. Erat lux vera ~ 7'15"
4. Quotquot autem acceperunt sum ~ 3'40"
5. Et Verbum caro factum est ~ 4'

Pärt componeert volgens een strak principe en dat is hier te horen in de delen 1 en 5. Deze delen lijken erg op elkaar en lijken qua muziek op de muziek van Philip Glass, zonder diens akkoordenreeksen. Deel 3 is het belangrijkste en bevat dan ook de boodschap Hij kwam naar wat van hem was, maar wie van hem waren hebben hem niet ontvangen (vers 11). Deel 4 klinkt als een soort processie, maar de nadruk van de beweging verschuift van maat naar maat. Daardoor wiegt het deel “mank”.

### Orkestratie
- 3 dwarsfluiten waarvan ook 1 piccolo, 2 hobo’s waarvan ook 1 althobo, 2 klarinetten, 2 fagotten, 1 contrafagot
- 4 hoorns, 3 trompetten, 4 trombones, 1 tuba
- pauken, 3 man /vrouw percussie
- violen, altviolen, celli en contrabassen.

### Tekst
| Deel 1 | |
| In principio erat Verbum, et Verbum erat apud Deum, et Deus erat Verbum. Hoc erat in principio apud Deum. Omnia per ipsum facta sunt, et sine ipso factum est nihil quod factum est; in ipso vita erat, et vita erat lux hominum, et lux in tenebris lucet, et tenebrae eam non conprehenderunt. | In het begin was het Woord, het Woord was bij God en het Woord was God. Het was in het begin bij God. Alles is erdoor ontstaan en zonder dit is niets ontstaan van wat bestaat. In het Woord was leven en het leven was het licht voor de mensen. Het licht schijnt in de duisternis en de duisternis heeft het niet in haar macht gekregen. |
| Deel 2 | |
| Fuit homo missus a Deo, cui nomen erat Iohannes; hic venit in testimonium ut testimonium perhiberet de lumine, ut omnes crederent per illum. Non erat ille lux, sed ut testimonium perhiberet de lumine.                                                                                         | Er kwam iemand die door God was gezonden; hij heette Johannes. Hij kwam als getuige, om van het licht te getuigen, opdat iedereen door hem zou geloven. Hij was niet zelf het licht, maar hij was er om te getuigen van het licht: |
| Deel 3 | |
| Erat lux vera, quae inluminat omnem hominem, venientem in mundum. In mundo erat, et mundus per ipsum factus est, et mundus eum non cognovit. In propria venit, et sui eum non receperunt. | het ware licht, dat ieder mens verlicht en naar de wereld kwam. Het Woord was in de wereld, de wereld is door hem ontstaan en toch kende de wereld hem niet. Hij kwam naar wat van hem was, maar wie van hem waren hebben hem niet ontvangen.                                                                                                |
| Deel 4 | |
| Quotquot autem receperunt eum, dedit eis potestatem filios Dei fieri, his, qui credunt in nomine eius, qui non ex sanguinibus neque ex voluntate carnis neque ex voluntate viri, sed ex Deo nati sunt.                                                                                           | Wie hem wel ontvingen heeft hij het voorrecht gegeven om kinderen van God te worden, hun die in zijn naam geloven, Zij zijn niet op natuurlijke wijze geboren, niet uit lichamelijk verlangen of uit de wil van een man, maar uit God. |
| Deel 5 | |
| Et Verbum caro factum est et habitavit in nobis; et vidimus gloriam eius, gloriam quasi unigeniti a Patre, plenum gratiae et veritatis. | Het Woord is mens geworden en heeft bij ons gewoond, en wij hebben zijn grootheid gezien, de grootheid van de enige Zoon van de Vader. Vol van goedheid en waarheid, |

## Discografie
- Uitgave ECM Records : Nationaal Symfonieorkest van Estland; met het Ests Philharmonische Kamerkoor onder leiding van Tõnu Kaljuste, aan wie dit werk is opgedragen.